# Lucjan Wolanowski
Lucjan Wilhelm Wolanowski, właśc. Lucjan Kon, pseud. Wilk; Waldemar Mruczkowski; W. Lucjański; (L.W.); lu; Lu; (lw); WOL. (ur. 26 lutego 1920 w Warszawie, zm. 20 lutego 2006 tamże) – polski pisarz, reporter, podróżnik i tłumacz.

## Życiorys
Urodził się w Warszawie w zasymilowanej rodzinie żydowskiej, jako najmłodsze dziecko i jedyny syn adwokata Henryka Kona (1868–1949) i Róży z domu Wolanowskiej (1883–1932). Był bratem Julii (1912–1912), redaktorki i tłumaczki literatury pięknej Elżbiety Eweliny Wassong (1908–2007) oraz prawniczki Ireny Sawickiej (1914–2004). Jego dziadkiem był lekarz Wilhelm Kohn (1831–1882), a pradziadkiem przemysłowiec Majer Wolanowski (1844–1900).
Uczeń Gimnazjum im. Mikołaja Reja w Warszawie oraz Gimnazjum Sanatoryjnego Męskiego Dra Jana Wieczorkowskiego w Rabce. Jako uczeń, m.in. wspólnie z Jackiem Woźniakowskim redagował szkolne czasopismo Szczebioty (1935–1938). Studiował następnie na Wydziale Elektrochemii i Elektrometalurgii Instytutu Politechnicznego w Grenoble, latem 1939 wrócił na wakacje do Polski i tu zastała go II wojna światowa.
Podczas okupacji przebywał początkowo w Warszawie, a następnie ukrywał się razem z ojcem i drugą siostrą Ireną w Sochaczewie i Podkowie Leśnej (m.in. w willi „Wanda”, u rodziny Drabikowskich). W 1941 został zaprzysiężony w ZWZ, od 1942 był żołnierzem AK. Prowadził nasłuch radiowy zagranicznych stacji (m.in. BBC) i przygotowywał komunikaty dla polskiego podziemia.
Debiutował w 1941 w piśmie Kronika Tygodniowa (felietonami pt.: Historyjki w cieniu historii, pod pseud. Wilk), potem w wielonakładowym Dniu Warszawy (1943–1944). Po wojnie pracował w PAP (1945–1951). Był m.in. sprawozdawcą z konferencji dla zagranicznych dziennikarzy w Ministerstwie Spraw Zagranicznych w Warszawie. W tym okresie poznał m.in. tak znanych później dziennikarzy jak: Edward R. Murrow, Sydney Gruson, Flora Lewis, Larry Allen, Vincent Buist czy Pierre Maréchal, będących wówczas korespondentami w Polsce.
W 1950 ożenił się z Anną-Bożenną Szumowską (1924-2016, później jako Anna Wolan), śpiewaczką, późniejszą solistką Opery Poznańskiej (małżeństwo trwało do 1969), w 1952 urodziła się ich córka Anna, mieszkająca od końca lat 60 XX w. w Australii.
Specjalizował się w literaturze faktu, pisząc reportaże dla czasopism: 
- „Świat” (1951–1969); m.in. cykle: Cudze skrzydła (1957), Lądy i ludy (od 1957); Na dno i z powrotem (1958); Druga, ale czy ostatnia (z Japonii, 1960), Azja 1960 (1960),
- „Dookoła Świata” (1969–1976); m.in. cykle korespondencji z Australii (1965–1967, 1975), Azji i Filipin (1968), Szwajcarii (1972),
- „Magazyn Polski” (1976–1988).

Współpracował z pismami: 
- „Przekrój” (współpraca w latach 40 XX w. i ponownie od lat 70 XX w.); m.in. cykl reportaży pt.: Teraz to już można opowiedzieć,
- „Express Wieczorny” (Kraków 1956); cykl reportaży „śledczych” o sprawie wielokrotnego mordercy Władysława Mazurkiewicza, w wyniku których wytoczono mu dwa procesy o zniesławienie (uniewinniony),
- „Poznaj Świat” (1956–1957),
- „Kontynenty” (1967–1968),
- „Życie Warszawy” (1967–1968),
- „Vlasta” (Praga 1968),
- „Kulisy” (1969–1970).

W latach 60 XX w. odbył wiele podróży, w tym kilka dookoła świata. Był akredytowany przy wojskach ONZ (1962–1963) w czasie operacji desantowych na Nowej Gwinei. Stypendysta Departamentu Stanu USA (1965). Był obecny na Przylądku Kennedy’ego w czasie wystrzelenia pojazdu „Gemini 5”. Pełnił funkcję doradcy Wydziału Informacji Światowej Organizacji Zdrowia WHO w Genewie, a następnie w rejonie Azji Południowo-Wschodniej i Oceanii (m.in. w New Delhi, Bangkoku i Manili).
Jest autorem reportaży o zwalczaniu chorób tropikalnych i handlu na Filipinach, w Tajlandii, Hongkongu, Sarawaku, Sabah i Brunei (1967–1968).

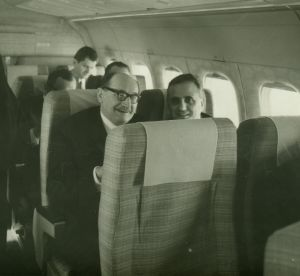
Lucjan Wolanowski ze Stefanem Wiecheckim „Wiechem”, ok. 1972

Był członkiem Związku Zawodowego Dziennikarzy RP (1945–1951), Stowarzyszenia Dziennikarzy Polskich (1951–1982 i 1991–2006), Związku Literatów Polskich (1959–1983), Polskiego PEN-Clubu (1971–2006) i Stowarzyszenia Pisarzy Polskich (1989–2006).
Odznaczony m.in. Orderem Gwiazdy Rumunii (1947), Złotym Krzyżem Zasługi (1956), Krzyżem Kawalerskim Orderu Odrodzenia Polski (1961). Otrzymał wiele wyróżnień za swoją twórczość, m.in.: prywatną nagrodę Edmunda J. Osmańczyka Osman (za Zwierciadło bogini, 1962), Nagrodę Polskiego Klubu Publicystów Międzynarodowych SDP (za Klejnot korony, 1963), wyróżnienie Książka Miesiąca w plebiscycie Kuriera Polskiego (za Księżyc nad Tahiti, 1963), nagrodę redakcji „Nowych Książek” – Książka Roku 1973 (za Westchnienie za Lapu-Lapu, 1973), Wyróżnienie Doroczne Funduszu Literatury – Ministerstwo Kultury i Sztuki (za Ani diabeł, ani głębina: Dzieje odkryć Australii, opowiedziane ludziom, którym się bardzo spieszy, 1988).
Otrzymał honorowe obywatelstwo miasta Springfield w amerykańskim stanie Illinois (1965).

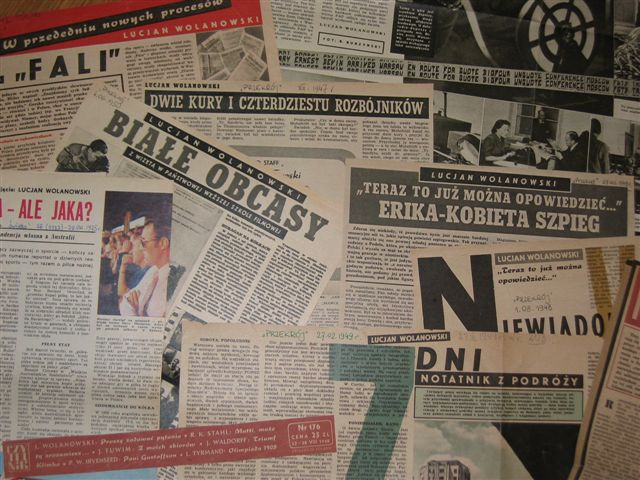
Artykuły Lucjana Wolanowskiego w pismach „Przekrój” i „Dookoła Świata”, lata 1947–1973

Autor 25 książek reportażowych, wielokrotnie wznawianych i przekładanych na obce języki. Mieszkał w Warszawie, na Mokotowie, przy ul. Odolańskiej 23, w dawnym domu pracowników PAP. Pochowany na cmentarzu żydowskim przy ulicy Okopowej w Warszawie (kwatera 2, uliczka 1).
W kwietniu 2006 Uniwersytet Śląski w Katowicach wydał specjalny dodatek do pisma uczelni, poświęcony pisarzowi, z fragmentami tekstów autobiograficznych, wypowiedziami na temat jego twórczości (wśród autorów znaleźli się m.in.: Jacek Woźniakowski, prof. Hilary Koprowski, Eugeniusz Grasberg, Ludwik Jerzy Kern, Lech Paszkowski, Jolanta Klimowicz-Osmańczyk, Krystyna Goldbergowa, Aleksander Ziemny), fragmentami recenzji prasowych (autorstwa m.in. Melchiora Wańkowicza, Wisławy Szymborskiej i Leopolda Ungera) oraz fotografiami archiwalnymi z odbytych podróży.
W październiku 2009 w ramach serii wydawniczej „Wokół reportażu podróżniczego” (Wydawnictwo Uniwersytetu Śląskiego w Katowicach, ISBN 978-83-226-1802-8) ukazała się poświęcona mu książka.
Archiwum pisarza przechowywane jest od 2006 r. w Brwinowie k. Warszawy.

## Linki zewnętrzne

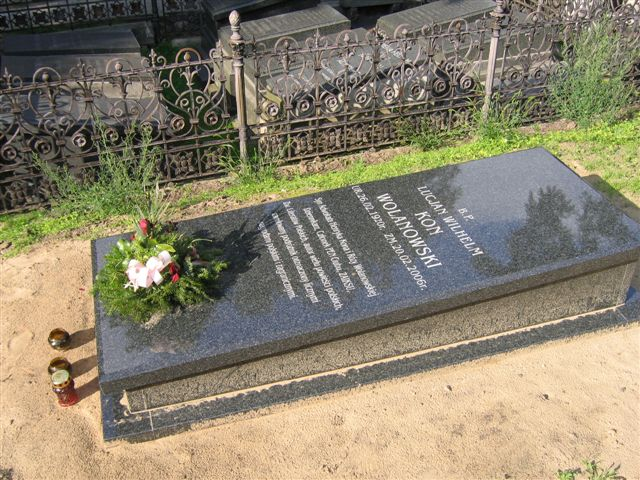
Cmentarz żydowski w Warszawie, Warszawa, 10 września 2006

## Twórczość
- Ośmiornica. Historia jednego koncernu (Książka i Wiedza 1952)
- Przeważnie o ludziach (Spółdzielnia Wydawnicza „Czytelnik” 1953)
- Na południe od Babiej Góry (Państwowe Wydawnictwo „Iskry” 1954)
- Śladami brudnej sprawy (Książka i Wiedza 1954)
- Cichy front (Państwowe Wydawnictwo „Iskry” 1955, 1956)
- Czy Stanisław Talarek musiał umrzeć? (wespół z Mirosławem Azembskim; Wydawnictwo Ministerstwa Obrony Narodowej 1955, Wyd. Kraj 1955)
- Dokąd oczy poniosą... (Wydawnictwo Ministerstwa Obrony Narodowej 1958, 1959)
- Żywe srebro (wespół z Henrykiem Kawką; Wydawnictwo Ministerstwa Obrony Narodowej 1959, 1963)
- Zwierciadło bogini. Reporter w kraju tranzystorów i gejsz (Spółdzielnia Wydawnicza „Czytelnik” 1961, 1962, 1964)
- Klejnot Korony. Reporter w Hongkongu w godzinie zarazy (Spółdzielnia Wydawnicza „Czytelnik” 1963; Nagroda Stowarzyszenia Dziennikarzy Polskich 1963)
- Księżyc nad Tahiti... Reporter na wyspach mórz południowych (Spółdzielnia Wydawnicza „Czytelnik” 1963; „Książka Miesiąca” w plebiscycie Kuriera Polskiego 1963)
- Basia nad biegunem (Biuro Wydawnicze „Ruch” 1964)
- Dalej niż daleko. Reporter na Nowej Zelandii, Nowej Gwinei, w Malazji i Kambodży o dolach i niedolach, radościach i smutkach lądów i ludów oglądanych dalej niż daleko (Spółdzielnia Wydawnicza „Czytelnik” 1964)
- Ocean nie bardzo Spokojny (Spółdzielnia Wydawnicza „Czytelnik” 1967)

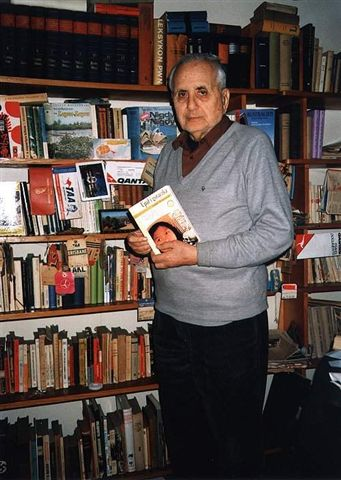
Lucjan Wolanowski, Warszawa, 1998

- Poczta do Nigdy-Nigdy. Reporter w kraju koala i białego człowieka (Spółdzielnia Wydawnicza „Czytelnik” 1968, 1970, 1972, 1978; 1989, ISBN 83-07-01810-2, seria: „Z żaglem”; Zysk i S-ka Wydawnictwo 2015, ISBN 978-83-7785-556-0, seria: „Naokoło świata”)
- Z zapartym tchem (Państwowe Wydawnictwo „Iskry” 1969, seria: „Łowcy sensacji”)
- Upał i gorączka. Reporter wędruje szlakiem cierpienia (Państwowe Wydawnictwo „Iskry” 1970, 1973, seria „Naokoło świata”; Muza S.A. 1996, seria „Dookoła świata”)
- Westchnienie za Lapu-Lapu. Reporter na najdalszym Dalekim Wschodzie (Spółdzielnia Wydawnicza „Czytelnik” 1973, 1976; Nagroda „Nowych Książek” – „Książka Roku 1973”)
- Min-Min. Mała opowieść o wielkim lądzie (Krajowa Agencja Wydawnicza 1977)
- Walizka z przygodami. Reporter tu, reporter tam (Państwowe Wydawnictwo „Iskry” 1977; seria „Naokoło świata”)
- Lądy i ludy (Spółdzielnia Wydawnicza „Czytelnik” 1979; seria: „Biblioteka Literatury Faktu”)
- Buntownicy Mórz Południowych (Instytut Wydawniczy „Nasza Księgarnia” 1980, 1986; ISBN 83-10-07587-1)
- Ląd, który przestał być plotką (Państwowy Instytut Wydawniczy 1983; ISBN 83-06-00731-X)
- Ani diabeł, ani głębina: Dzieje odkryć Australii, opowiedziane ludziom, którym się bardzo spieszy (Instytut Wydawniczy „Nasza Księgarnia” 1987; ISBN 83-10-08847-7; „Wyróżnienie Doroczne Funduszu Literatury” Ministerstwa Kultury i Sztuki, Warszawa 1988)
- Nieznana Australia: Rzeczywistość przekracza fantazję (Wydawnictwo Borgis 2018; ISBN 978-83-629-9333-8)

## Bibliografia

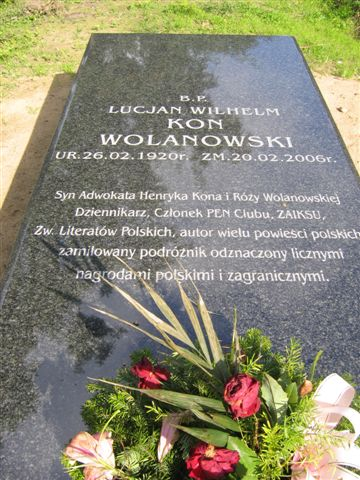
Nagrobek Lucjana Wolanowskiego, cmentarz żydowski w Warszawie, 10 września 2006

## Przekłady
- Ewen Montagu, Człowiek, którego nie było [Wspomnienie z wojny 1939–1945] (Wydawnictwo Ministerstwa Obrony Narodowej 1958)

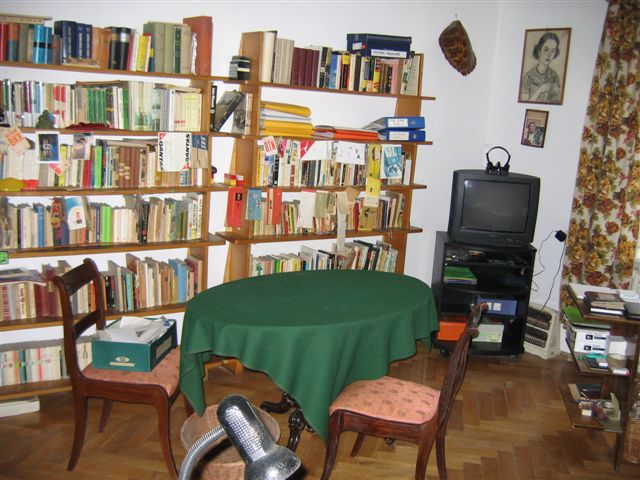
Gabinet pisarza, ul. Odolańska 23/9, Warszawa